# Juju (Rapperin)

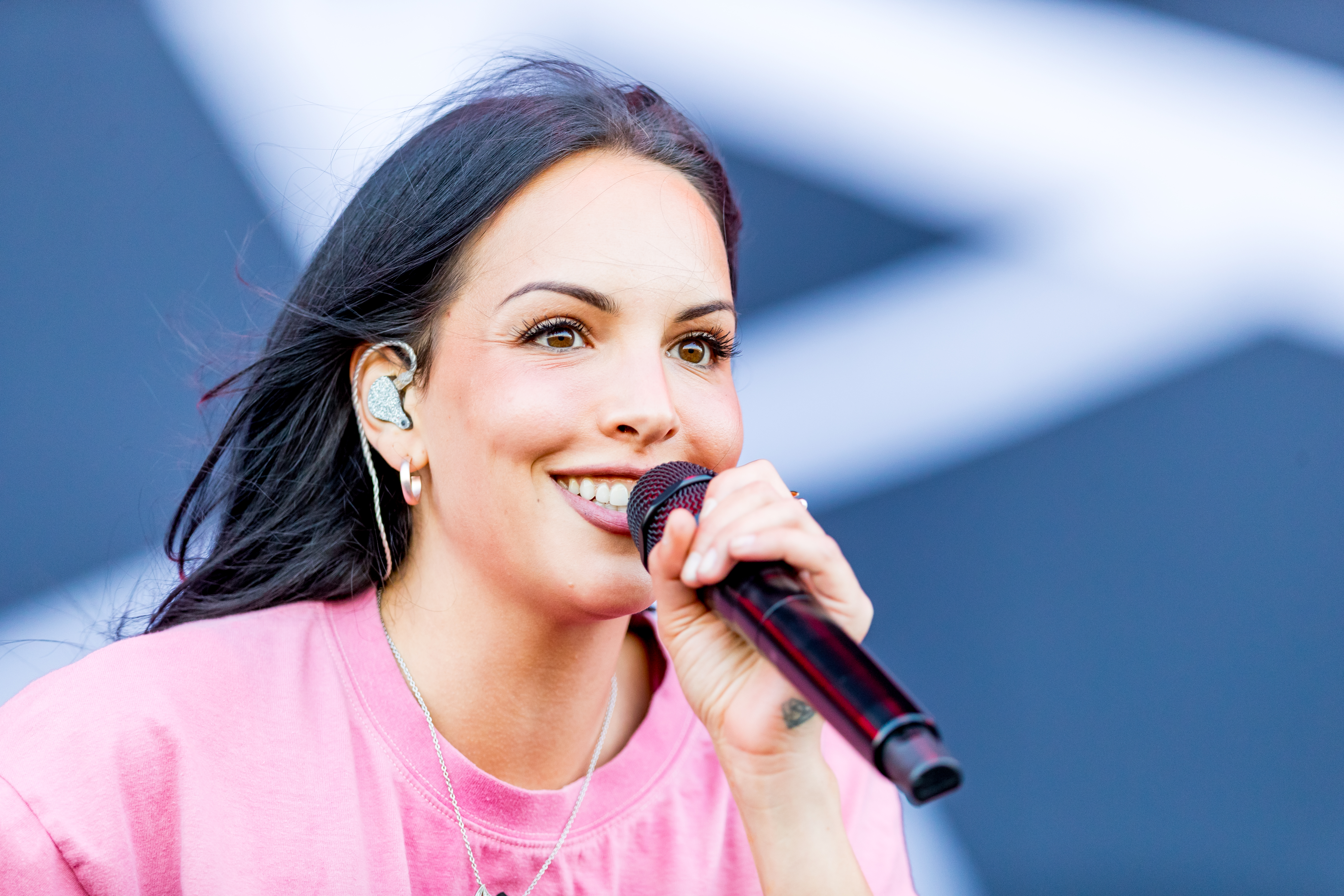
Juju (2023)

Juju (* 20. November 1992 als Judith Wessendorf in Berlin) ist eine deutsche Rapperin. Sie wurde als Teil des Hip-Hop-Duos SXTN bekannt.

## Leben und Karriere

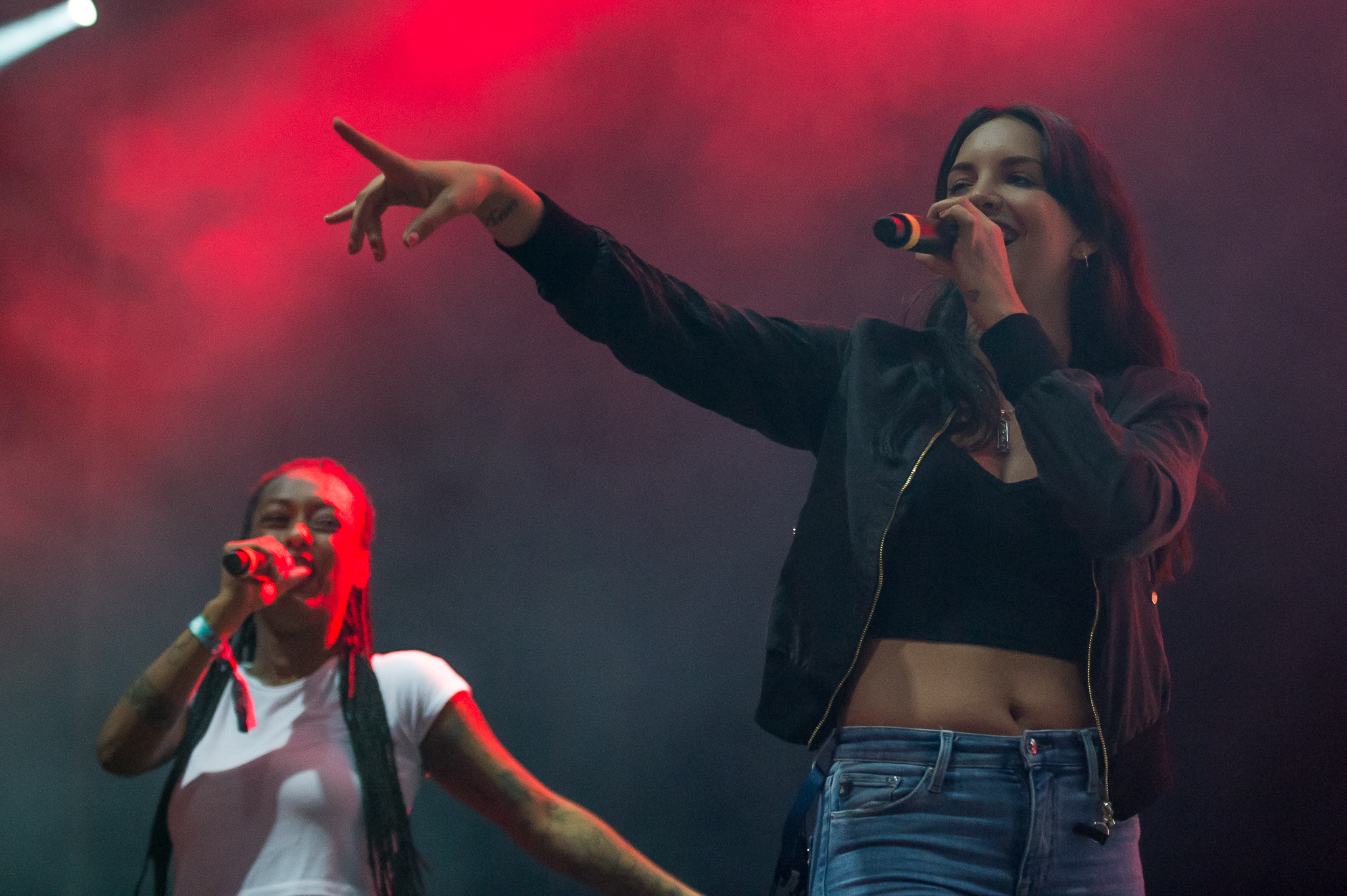
Juju (rechts) mit Nura (2017)

Juju wurde als Tochter eines Marokkaners (aus Taghazout) und einer Deutschen in Berlin geboren und wuchs bei ihrer Mutter im Bezirk Neukölln auf. Sie besuchte das Neuköllner Ernst-Abbe-Gymnasium, welches sie nach der neunten Klasse verließ. Als Kind hörte sie vornehmlich deutschen Rap von Bushido, Aggro Berlin, Sido sowie anderen Rappern und begann mit 14 Jahren zu rappen.
Sie rappte meist im Freundeskreis und bestritt später ein Battle in der RBA (Reimliga Battle Arena), bevor sie 2010 die Rapperin Nura kennenlernte. Mit ihr gründete sie 2014 das Duo SXTN, mit dem sie erste Charterfolge feierte und zwei Alben veröffentlichte. Ihre zwei erfolgreichsten Singles waren Von Party zu Party, das ein Jahr später Goldstatus und zwei Jahre später 30 Millionen Aufrufe auf YouTube erreichte und Bongzimmer. Zudem veröffentlichte sie zu dieser Zeit auch Solosongs. Im Frühjahr 2019 trennte sich das Duo. Der Grund für die Trennung war ein Auseinanderleben auf der persönlichen sowie der kreativen Ebene.
Mit der Single Melodien von Capital Bra, bei welcher Juju als Feature-Gast fungierte, erreichte sie im August 2018 Platz eins der Singlecharts in Deutschland, Österreich und der Schweiz. Die Single wurde für 400.000 Verkäufe in Deutschland mit Platin ausgezeichnet. Auf der Streamingplattform Spotify wurden (Stand: Juli 2024) mehr als 117 Mio. Streams erzielt. Im Mai 2019 gelang ihr mit der Single Vermissen (feat. Henning May) ihr zweiter Nummer-eins-Erfolg in Deutschland. Diese erreichte noch im Erscheinungsjahr ebenfalls Platinstatus und wurde 2023 für über 1.000.000 verkaufte Einheiten mit einer Diamant-Schallplatte ausgezeichnet. Die Single kommt auf Spotify auf mehr als 241 Mio. Streams (Stand: Juli 2024). Kurz darauf kam das unter der Regie von Arabella Bartsch entstandene Musikvideo zum Song heraus, das bislang (Stand: Mai 2025) über 95 Millionen Aufrufe erreichte. Jujus erstes Solo-Album Bling Bling erschien im Juni 2019.
Im November 2019 wurde sie bei den MTV Europe Music Awards 2019 zum Best German Artist (bester deutscher Künstler) gewählt. Im selben Monat wurde sie in zwei Kategorien als Beste Künstlerin und für die Beste Single (Vermissen) mit der 1-Live-Krone ausgezeichnet. Im Januar 2020 veröffentlichte sie zusammen mit Loredana die Single Kein Wort, die in Deutschland und Österreich Platz 1 belegte. Am 16. Juli 2020 erschien ihre Single Vertrau mir. Im August 2020 veröffentlichte sie zusammen mit Bausa die Single 2012.

## Diskografie
Studioalben

| Jahr | Titel Musiklabel             | Höchstplatzierung, Gesamtwochen, AuszeichnungChartplatzierungen (Jahr, Titel, Musiklabel, Platzierungen, Wochen, Auszeichnungen, Anmerkungen) | Höchstplatzierung, Gesamtwochen, AuszeichnungChartplatzierungen (Jahr, Titel, Musiklabel, Platzierungen, Wochen, Auszeichnungen, Anmerkungen) | Höchstplatzierung, Gesamtwochen, AuszeichnungChartplatzierungen (Jahr, Titel, Musiklabel, Platzierungen, Wochen, Auszeichnungen, Anmerkungen) | Anmerkungen                                             |
| Jahr | Titel Musiklabel             | DE | AT | CH | Anmerkungen                                             |
| ---- | ---------------------------- | --- | --- | --- | ------------------------------------------------------- |
| 2019 | Bling Bling Jinx Music (UMG) | DE3 Gold · (62 Wo.)DE | AT5 Gold · (29 Wo.)AT | CH15 Gold · (6 Wo.)CH | Erstveröffentlichung: 14. Juni 2019 Verkäufe: + 117.500 |

## Tourneen
- 2019: Bling Bling Tour
- 2020–2022: Juju Live (aufgrund der COVID-19-Pandemie abgesagt)
- 2022: Fick Dein Insta Tour

## Auszeichnungen

### Erhaltene Auszeichnungen
1 Live Krone
- 2019: „Beste Künstlerin“[22]
- 2019: „Beste Single“ für Vermissen (mit Henning May)[22]

Bravo Otto
- 2019: „Hip-Hop national“ (Silber)[23]
- 2020: „Hip-Hop national“ (Gold)[24]

Hiphop.de Awards
- 2019: „Bester Song national“ für Vermissen (mit Henning May)[25]
- 2019: „Bestes Album national“ für Bling Bling[25]

MTV Europe Music Awards
- 2019: „Best German Act“[26]

### Nominierungen
1 Live Krone
- 2020: „Beste Künstlerin“[27]
- 2020: „Bester Hip-Hop Act“[27]

Hiphop.de Awards
- 2019: „Lyricist des Jahres“[25]
- 2019: „Bester Rap-Solo-Act national“[25]
- 2020: „Bester Song national“ für 2012 (mit Bausa)[28]
- 2020: „Bester Song national“ für Kein Wort (mit Loredana)[28]
- 2022: „Beste Line“ für Fick dein Insta („Für dich war Rap eine Branche / Für mich die einzige Chance“)[29][30]
- 2022: „Bester Live-Act national“[29]
- 2022: „Bester Song national“ für Erkläre mir die Liebe (mit Chapo102 und Philipp Poisel)[29][31]

Hype Awards
- 2019: „Hype Instagram“[32]
- 2019: „Hype Künstlerin“[32]